# Спытигнев II

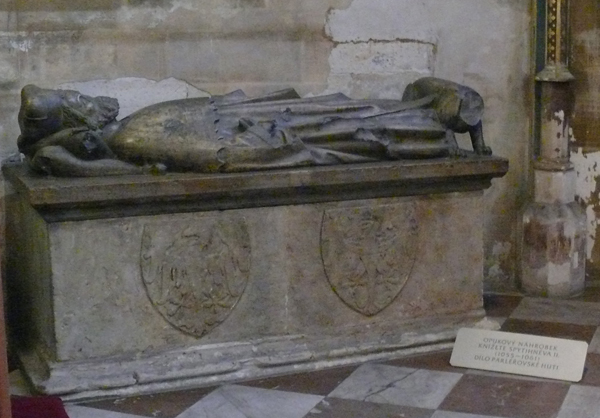
Могила Спытигнева II

Спытигнев II (чеш. Spytihněv II.; 1031—28 января 1061) — князь Моравии 1049—1054 и князь Чехии с марта 1055 из династии Пржемысловичей. Старший сын Бржетислава I.

## Биография

### Правление
На коронации Спитыгнева II впервые звучал чешский хорал Hospodine pomiluj ny.
После вступления на пражский стол Спитыгнев отправился в Регенсбург получить подтверждение своих прав у Генриха III, но затем изгнал из княжества всех немцев: не было сделано исключение даже для матери князя Юдифи, сестры швабского герцога Оттона Белого; такая антинемецкая политика продолжалась до его смерти. В это время шла борьба за инвеституру, и папа римский папа Виктор II дал ему право носить митру и облачение епископа в обмен на 100 марок в год.
Затем начался конфликт Спытигнева II с братьями, моравскими князьями Вратиславом Оломоуцким и Конрадом Брненским. Спытигнев арестовал 300 моравских знатных людей, после чего лишил братьев права на княжеские столы; Вратислав бежал в Венгрию (1058).
В январе 1061 года Спытигнев II внезапно умер в расцвете сил. Козьма Пражский, вероятно, видевший князя, писал в своей «Чешской хронике», что тот был муж с чёрными, как смола, волосами, с длинной бородой, с весёлым лицом и румянцем на белых, как снег, щеках.
В правление Спытигнева II в Праге началось (ок. 1060) сооружение трёхнефной романской базилики Святого Вита (ныне на её месте находится готический собор), которая должна была служить Пржемысловичам в качестве коронационного костёла и места погребения.

### Семья
Спытигнев был женат на Иде (Хидде) из рода Веттины, дочери Дитриха, маркграфа Саксонской восточной марки.
Его сын Святобор-Фридрих на момент смерти отца пребывал вне Чехии, как изгой претендовал на престол, но потом стал монахом и патриархом Аквилеи. По гипотезе А. В. Назаренко, основанной на генеалогическом анализе недопустимо близких по церковным нормам браков в XI веке, дочь Спытигнева была первой женой Святополка Изяславича.
После кончины Спытигнева князем Чехии стал его брат Вратислав под именем Вратислава II.